# Linea Shigaraki
La  linea Shigaraki (信楽線?, Shigaraki-sen), gestita dalla Ferrovia Shigaraki Kōgen, è una linea ferroviaria urbana a scartamento ridotto che collega le stazioni di Kibukawa e di Shigaraki, tutte nella città di Kōka della prefettura di Shiga. Sebbene la ferrovia attraversi per la maggior parte un percorso rurale e poco urbanizzato, il percorso si snoda per circa 14 km all'interno dell'area comunale di Kōka, e per questo è definibile come una ferrovia urbana.

## Servizi e stazioni

### Tipologie di servizi
La linea ferroviaria fino agli anni ottanta apparteneva alla rete delle Ferrovie Nazionali Giapponesi, ma con la privatizzazione di queste, la linea Shigaraki è stata data in concessione all'attuale operatore.
Tutti i treni fermano in tutte le stazioni, e la frequenza tipica è di un treno ogni ora (l'orario è cadenzato: ogni ora al minuto 24 da Kibukawa, e al minuto 54 da Shigaraki), effettuato a spola. Il tempo di percorrenza della tratta di 14,7 km è di 24 minuti.

### Stazioni
- Tutte le stazioni si trovano nella prefettura di Shiga.

| Stazione            | Giapponese   | Distanza interst. | Distanza totale | Collegamenti                        |
| ------------------- | ------------ | ----------------- | --------------- | ----------------------------------- |
| Kibukawa            | 貴生川       | -                 | 0.0             | Linea Kusatsu Linea Ohmi principale |
| Semaforo di Onotani | 小野谷信号場 | -                 | (6.5)           |                                     |
| Shigarakigūshi      | 紫香楽宮跡   | 9.6               | 9.6             |                                     |
| Kumoi               | 雲井         | 0.6               | 10.2            |                                     |
| Chokushi            | 勅旨         | 2.2               | 12.4            |                                     |
| Gyokukeijimae       | 玉桂寺前     | 1.0               | 13.4            |                                     |
| Shigaraki           | 信楽         | 1.3               | 14.7            |                                     |

## Progetti di estensione
Sono in corso al momento progetti per estendere la linea verso la linea Gakkentoshi dell'area metropolitana di Osaka. Un potenziamento della ferrovia di Shigaraki permetterebbe, grazie alla connessione con la linea Ohmi principale, di offrire un collegamento alternativo fra Maibara e Osaka.